# Crassula columella
Crassula columella är en fetbladsväxtart som beskrevs av Hermann Wilhelm Rudolf Marloth, Schönl.. Crassula columella ingår i släktet krassulor, och familjen fetbladsväxter. Inga underarter finns listade i Catalogue of Life.